# Tujopsenska sintaza
Tujopsenska sintaza (EC 4.2.3.79) je enzim sa sistematskim imenom (2E,6E)-farnezil difosfat lijaza (ciklizacija, formira (+)-tujopsen). Ovaj enzim katalizuje sledeću hemijsku reakciju
(2E,6E)-farnezil difosfat {\displaystyle \rightleftharpoons } (+)-tujopsen + difosfat
Rekombinantni enzim iz biljke Arabidopsis thaliana formira 27,3% (+)-alfa-barbatena, 17,8% (+)-tujopsena i 9.9% (+)-beta-hamigrena.

## Literatura
- Nicholas C. Price; Lewis Stevens (1999). Fundamentals of Enzymology: The Cell and Molecular Biology of Catalytic Proteins (Third изд.). USA: Oxford University Press. ISBN 019850229X.
- Eric J. Toone (2006). Advances in Enzymology and Related Areas of Molecular Biology, Protein Evolution (Volume 75 изд.). Wiley-Interscience. ISBN 0471205036.
- Branden C; Tooze J. Introduction to Protein Structure. New York, NY: Garland Publishing. ISBN 0-8153-2305-0.
- Irwin H. Segel. Enzyme Kinetics: Behavior and Analysis of Rapid Equilibrium and Steady-State Enzyme Systems (Book 44 изд.). Wiley Classics Library. ISBN 0471303097.

## Spoljašnje veze
- Thujopsene+synthase на 